# 景云宫玉皇殿
35°27′05″N 111°23′49″E / 35.45139°N 111.39694°E
景云宫玉皇殿位于中国山西省绛县西部横水镇灌底村北景云中学院内，已列为全国重点文物保护单位。

## 历史
景云宫始建于唐贞观八年（634年），明嘉靖年间进行过大修，清康熙四年（1665年）、乾隆十年（1745年）再次进行修葺，形成规模宏大的道教建筑群，包括山门、戏台、献殿、三清殿、玉皇殿等。1933年火灾后，仅存玉皇殿。

## 建筑
玉皇殿为元代建筑风格，面阔五间，进深六椽，悬山顶，斗栱为五铺作双下昂，补间各一朵，梁架结构为四椽栿对后乳栿用三柱。正面明间开隔扇门，两次间设隔扇窗，两稍间镶嵌团龙砖雕装饰。

## 保护
1984年，由山西省古建研究所进行抢救性维修。2009年，国家文物局拨款进行修缮。
2006年5月25日，景云宫玉皇殿由中华人民共和国国务院公布为第六批全国重点文物保护单位，编号6-433。